# Glenn McConkey
Glennetta „Glenn“ McConkey (geborene Chamberlain; * 19. August 1942 in Palo Alto, Kalifornien; † 27. Juli 2022 in Salt Lake City, Utah) war eine US-amerikanische Skirennläuferin. Bekanntheit erlangte die vielfache Masterssiegerin in den Altersklassen W40/50 vor allem als Mutter des Extremskifahrers und Basejumpers Shane McConkey.

## Biografie
Glennetta Chamberlain wuchs als eines von sieben Geschwistern auf einer Ranch in Watsonville, Kalifornien, auf. Nach der Highschool begann sie ein Studium an der Stanford University, das sie jedoch nicht abschloss. Das Skifahren erlernte sie als Kind in Sugar Bowl nahe des Lake Tahoe. Ebendort lernte sie 1962 den kanadischen Extremskifahrer und Skilehrer Jim McConkey kennen und übersiedelte mit ihm nach British Columbia. Das Paar heiratete und bekam einen Sohn, James Shane. Während ihrer Ehe arbeitete Glenn McConkey als Skilehrerin in Whistler und Tod Mountain und führte ein Skigeschäft in Kamloops. 1973 ließ sie sich scheiden und zog mit Shane zurück nach Kalifornien.
In Aptos baute McConkey ein erfolgreiches Immobiliengeschäft auf, welches sie 1989 gewinnbringend verkaufte, um sich ganz ihrer neuen Leidenschaft, dem Skirennfahren, widmen zu können. Nebenbei schloss sie 1991 ein Studium an der University of South Carolina ab. Als Rennläuferin des Squaw Valley Teams stieg sie in die Mastersserie des US-Skiverbandes ein und konnte dort von Anfang an reüssieren. Sie gewann Rennen mit Zeitvorsprüngen von bis zu sieben Sekunden und war auch über ihre Altersklasse hinaus konkurrenzfähig. 1991 sowie von 1996 bis 1998 gewann sie jeweils die Gesamtwertung in der Klasse W40 bzw. W50. Nachdem sie nach Park City übersiedelt war, setzte sie ihre Karriere fort und war unter anderem 2007 bei den Masters Nationals in Montana erfolgreich. Im Zusammenhang mit ihrem Sohn, den sie wiederholt bei seinen Basejumping-Unternehmungen unterstützte, geriet sie zeitweise in den Fokus der Skipresse. Susan Reifer widmete ihr 1998 in der Zeitschrift Skiing den Artikel One Tough Mother.
Gegen Ende ihres Lebens litt Glenn McConkey an der Alzheimer-Krankheit und lebte seit 2014 in einem Pflegeheim in Salt Lake City. 2021 geriet sie in die Schlagzeilen, weil ihr Anwalt und Sachwalter sie um mindestens 9,5 Millionen Dollar betrogen hatte. Enkeltochter Ayla, die ein Viertel des Vermögens erben sollte, musste in Folge eines Gerichtsprozesses wieder in das Testament eingefügt werden. McConkey starb 2022 drei Wochen vor ihrem 80. Geburtstag.

## Erfolge (Auswahl)
- USSA Masters Gesamtsieg 1991 und 1996–1998
  - Sieg bei den Far West Masters 1995–1998 und 2001[7]

## Filmografie
- 2013: McConkey (Dokumentarfilm)